# 金塊和歌集
もしかして
- 金槐和歌集

ではありませんか？